# マティアス・アベロ
マティアス・ニコラス・アベロ・ビジャン（Mathías Nicolás Abero Villan, 1990年4月9日 - ）は、ウルグアイ・モンテビデオ出身のサッカー選手。CAレンティスタス所属。ポジションはDF（左サイドバック）。イタリアにルーツを持ち、同国のパスポートも保有している。

## 経歴
ウルグアイの名門ナシオナル・モンテビデオのユース出身。2009年にトップチームにデビューした後、レンタルでラシン・クラブ・デ・モンテビデオでプレーし、2011年夏にナシオナルへ復帰した。
2012年夏、イタリアのボローニャFCに移籍。
2016年1月、アルゼンチン・プリメーラ・ディビシオンのAMSDアトレティコ・デ・ラファエラに加入した。
2016-17シーズンを終えラファエラを去るとニューウェルズ・オールドボーイズ加入に近付いていたが、CAティグレのリカルド・カルーソ・ロンバルディ監督の誘いを受け2017年7月5日に同クラブと契約した。
2018-19シーズンより、アトレティコ・トゥクマンに加入することが発表された。

## 代表歴
年代別のウルグアイ代表経験があり、U-17時代に2007 南米U-17選手権、U-22時代には2011年パンアメリカン競技大会に出場した。

## タイトル
ナシオナル
- プリメーラ・ディビシオン : 2008-09, 2011-12